# Erno Paasilinna
Erno Paasilinna (* 14. März 1935 in Petsamo; † 30. September 2000 in Tampere) war ein finnischer Autor und Journalist.
Er erhielt mehrere Literaturpreise, der wichtigste war der Finlandia-Preis, den er 1984 für seine Sammlung von Essays Yksinäisyys ja uhma („Einsamkeit und Trotz“) erhielt. Seine Werke wurden ins Estnische, Ungarische, Schwedische, Norwegische und Russische übersetzt.
Erno Paasilinna wurde als „nationaler zynischer Laureat“ und „offizieller Kritiker des Staates“ bezeichnet, dies aufgrund seiner kompromisslosen Ansichten und der fehlenden Bewunderung für seine Mitmenschen. Seine scharfe Analyse der Macht und der Mächtigen erschütterte die Fundamente der finnischen Gesellschaft, war aber allgemein anerkannt als unparteiisch: Er schonte mit seiner Kritik weder die, die ihm ideologisch nahestanden, noch die, deren Ideologie seiner Auffassung ganz entgegengesetzt war.
Der Autor Arto Paasilinna und der Europaabgeordnete Reino Paasilinna sind seine Brüder.